# Vattenfall Cyclassics 2010
La 15e édition de la Vattenfall Cyclassics a eu lieu le 15 août 2010. Il s'agit de la douzième épreuve de l'UCI ProTour 2010 et la 20e épreuve du Calendrier mondial UCI 2010.
La victoire revient pour la deuxième année de suite à l'Américain Tyler Farrar à l'issue d'un sprint massif.

## Parcours
La Vattenfall Cyclassics est un circuit de 216,6 km à travers la ville allemande de Hambourg et sa campagne. Le parcours de la course est accidenté et vallonné. Les coureurs enchainent les petites bosses et les routes planes.

## Contexte

### UCI ProTour 2010
La Vattenfall Cyclassics est la douzième épreuve de l'UCI ProTour 2010.

### Équipes participantes et leaders
Toutes les équipes ProTour sont présentes. Les équipes continentales invitées sont Vacansoleil et BMC.

## Récit de la course
Cinq coureurs s'échappent rapidement du peloton principal, Nikolai Trusov (Katusha), Sebastian Lang (Omega Pharma-Lotto), Gatis Smukulis (Ag2r-La Mondiale), Anthony Geslin (FDJ) et Robin Chaigneau (Skil-Shimano). L'écart atteindra au cours de la course un avantage maximal de 16 minutes et 30 secondes.
Les échappés passent pour la première fois sur le Waseberg, à 65 km de l'arrivée, avec une avance de 7 minutes et 45 secondes. Après l'ascension, Trusov attaque dans le groupe de tête et il est suivi par Smukulis et Geslin. À trente kilomètres de l'arrivée. l'écart par rapport au peloton n'est plus que de 2 minutes 50 secondes pour les trois hommes de têtes. Les principales équipes des sprinteurs, à savoir Garmin-Transitions, Sky, Lampre-Farnese Vini et Milram gèrent la poursuite derrière les échappées.
Malgré des attaques de Philippe Gilbert (Omega Pharma-Lotto), Filippo Pozzato (Katusha) ou du  jeune Peter Sagan (Liquigas-Doimo), la victoire se joue une nouvelle fois au sprint. Au cours du dernier kilomètre, le peloton est emmené à grande vitesse par l'équipe Sky pour lancer le sprint dans les meilleures conditions pour le Norvégien Edvald Boasson Hagen. Cependant, il lance son sprint trop tôt à 300 mètres de l'arrivée pour être en mesure de gagner, ce qui permet à l'Américain Tyler Farrar (Garmin) et à l'Allemand André Greipel (HTC-Colombia) de revenir dans la partie. C'est finalement Farrar qui remporte le sprint et conserve son titre, tandis que Greipel — qui s'est trouvé bloqué entre les barrières et Boasson Hagen — termine en troisième position.
Farrar devient le premier coureur à réaliser le doublé sur cette course qui avait connu jusqu'alors 14 vainqueurs en autant d'éditions.

## Classement final
|     | Coureur              | Pays       | Équipe            |    | Temps           | Points UCI |
| --- | -------------------- | ---------- | ----------------- | -- | --------------- | ---------- |
| 1.  | Tyler Farrar         | États-Unis | Garmin-Slipstream | en | 5 h 02 min 36 s | 80         |
| 2.  | Edvald Boasson Hagen | Norvège    | Sky               |    | m.t             | 60         |
| 3.  | André Greipel        | Allemagne  | Columbia-HTC      |    | m.t             | 50         |
| 4.  | Alexander Kristoff   | Norvège    | BMC Racing        |    | m.t             | 40         |
| 5.  | Allan Davis          | Australie  | Astana            |    | m.t             | 30         |
| 6.  | Daniele Bennati      | Italie     | Liquigas          |    | m.t             | 22         |
| 7.  | Tom Leezer           | Pays-Bas   | Rabobank          |    | m.t             | 14         |
| 8.  | Enrique Mata         | Espagne    | Footon-Servetto   |    | m.t             | 10         |
| 9.  | Sébastien Hinault    | France     | AG2R La Mondiale  |    | m.t             | 6          |
| 10. | Marco Marcato        | Italie     | Vacansoleil       |    | m.t             | 2          |

## Liste des participants[1]
| Garmin-Transitions | Saxo Bank | Milram |
| - 01. Tyler Farrar - 02. Jack Bobridge - 03. Julian Dean - 04. Murilo Fischer - 05. Michel Kreder - 06. Martijn Maaskant - 07. Svein Tuft - 08. Matthew Wilson                        | - 11. Matti Breschel - 12. Fränk Schleck - 13. Dominic Klemme - 14. Fabian Cancellara - 15. Lucas Sebastián Haedo - 16. Jens Voigt - 17. Juan José Haedo - 18. Stuart O'Grady       | - 21. Gerald Ciolek - 22. Markus Fothen - 23. Linus Gerdemann - 24. Christian Knees - 25. Luke Roberts - 26. Paul Voss - 27. Fabian Wegmann - 28. Peter Wrölich                              |
| Astana | Katusha | Liquigas-Doimo |
| - 31. Allan Davis - 32. Scott Davis - 33. Valeriy Dmitriyev - 34. Enrico Gasparotto - 35. Valentin Iglinskiy - 36. Maxim Gourov - 37. Sergey Renev - 38. Mirko Selvaggi               | - 41. Pavel Brutt - 42. Denis Galimzyanov - 43. Robbie McEwen - 44. Sergueï Ivanov - 45. Danilo Napolitano - 46. Filippo Pozzato - 47. Nikolay Trusov - 48. Stijn Vandenbergh       | - 51. Daniele Bennati - 52. Francesco Chicchi - 53. Jacopo Guarnieri - 54. Kristjan Koren - 55. Daniel Oss - 56. Peter Sagan - 57. Elia Viviani - 58. Frederik Willems                       |
| Omega Pharma-Lotto | Rabobank | HTC-Columbia |
| - 61. Mario Aerts - 62. Francis De Greef - 63. Philippe Gilbert - 64. Sebastian Lang - 65. Matthew Lloyd - 66. Gerben Löwik - 67. Mickaël Delage - 68. Jürgen Roelandts               | - 71. Lars Boom - 72. Graeme Brown - 73. Grischa Niermann - 74. Tom Leezer - 75. Nick Nuyens - 76. Bram Tankink - 77. Maarten Tjallingii - 78. Joost Posthuma                       | - 81. Michael Albasini - 82. Lars Ytting Bak - 83. Gert Dockx - 84. Matthew Goss - 85. André Greipel - 86. Marcel Sieberg - 87. Martin Velits - 88. Peter Velits                             |
| RadioShack | Caisse d'Épargne | Lampre-Farnese Vini |
| - 91. Sam Bewley - 92. Matthew Busche - 93. Daryl Impey - 94. Jason McCartney - 95. Grégory Rast - 96. Bjorn Selander - 97. Gert Steegmans - 98. Tomas Vaitkus                        | - 101. Andrey Amador - 102. Vasil Kiryienka - 103. Pablo Lastras - 104. Alberto Losada - 105. Ángel Madrazo - 106. José Joaquín Rojas - 107. Mauricio Soler - 108. Xabier Zandio    | - 111. Alessandro Petacchi - 112. Danilo Hondo - 113. Angelo Furlan - 114. Vitaliy Buts - 115. Mauro Da Dalto - 116. Matteo Bono - 117. Mirco Lorenzetto - 118. David Loosli                 |
| Euskaltel-Euskadi | Quick Step | Sky |
| - 121. Mikel Nieve - 122. Igor Antón - 123. Koldo Fernández - 124. Iñaki Isasi - 125. Samuel Sánchez - 126. Aitor Hernández - 127. Rubén Pérez - 128. Alan Pérez                      | - 131. Kevin Hulsmans - 132. Davide Malacarne - 133. Andreas Stauff - 134. Matteo Tosatto - 135. Kevin Van Impe - 136. Marco Velo - 137. Wouter Weylandt - 138. Maarten Wynants     | - 141. Kurt Asle Arvesen - 142. Juan Antonio Flecha - 143. Edvald Boasson Hagen - 144. Mathew Hayman - 145. Gregory Henderson - 146. Ian Stannard - 147. Christopher Sutton - 148. Ben Swift |
| AG2R La Mondiale | FDJ | Footon-Servetto |
| - 151. Martin Elmiger - 152. Kristof Goddaert - 153. Sébastien Hinault - 154. Yuriy Krivtsov - 155. Rene Mandri - 156. Lloyd Mondory - 157. Alexander Efimkin - 158. Gatis Smukulis   | - 161. Mikaël Cherel - 162. Gianni Meersman - 163. Frédéric Guesdon - 164. Anthony Geslin - 165. Matthieu Ladagnous - 166. Yoann Offredo - 167. Jérémy Roy - 168. Wesley Sulzberger | - 171. Félix Vidal Celis - 172. Manuel António Cardoso - 173. Markus Eibegger - 174. Fabio Felline - 175. Enrique Mata - 176. Michele Merlo - 177. Martin Pedersen - 178. David Vitoria      |
| BMC Racing | Vacansoleil | Skil-Shimano |
| - 181. Alessandro Ballan - 182. Marcus Burghardt - 183. Alexander Kristoff - 184. John Murphy - 185. Mauro Santambrogio - 186. Florian Stalder - 187. Danilo Wyss - 188. Simon Zahner | - 191. Borut Božič - 192. Michał Gołaś - 193. Sergueï Lagoutine - 194. Björn Leukemans - 195. Marco Marcato - 196. Alberto Ongarato - 197. Jens Mouris - 198. Frederik Veuchelen    | - 201. Mitchell Docker - 202. Koen de Kort - 203. David Deroo - 204. Floris Goesinnen - 205. Roy Curvers - 206. Tom Veelers - 207. Simon Geschke - 208. Robin Chaigneau                      |